# 00 Schneider – Jagd auf Nihil Baxter
00 Schneider – Jagd auf Nihil Baxter (Cuộc tìm kiếm Nihil Baxter) là một bộ phim hài của Đức do Helge Schneider đạo diễn. Bộ phim được phát hành vào ngày 22 tháng 12 năm 1994.
Ông đã viết kịch bản cũng như nhạc phim, chỉ đạo sản xuất, đóng vai chính và một số vai phụ.

## Diễn viên
- Helge Schneider - 00 Schneider/Nihil Baxter/Giáo sư Hasenbein/Johnny Flash
- Helmut Körschgen - Körschgen
- Andreas Kunze - Bạn của 00 Schneider
- Werner Abrolat - Cảnh sát trưởng
- Bratislav Metulskie - Metulskie
- Guenther Kordas - Ringmaster